# Harriet Sophia Cobb

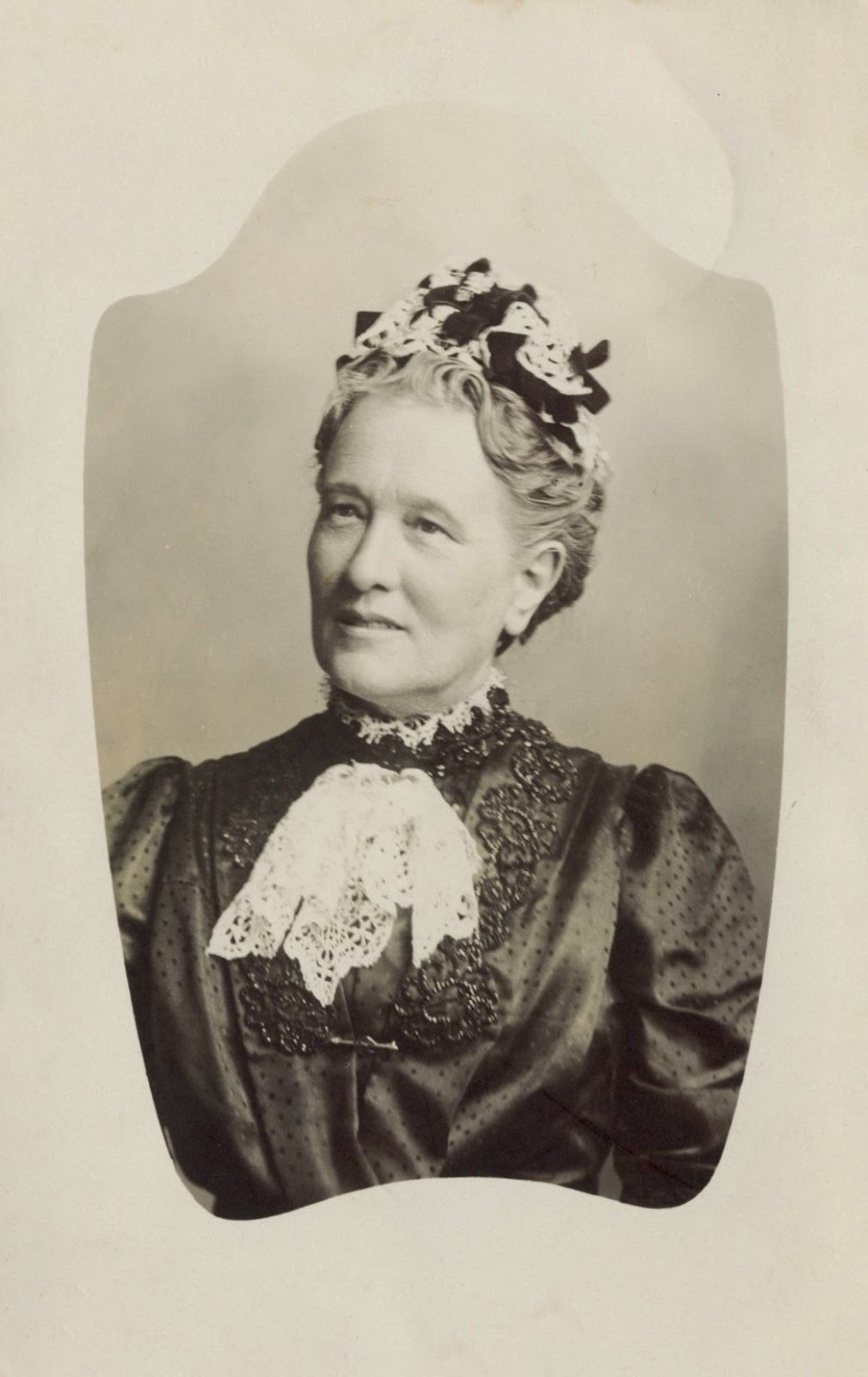
Harriet Sophia Cobb

Harriet Sophia Cobb geb. Day (* 10. Februar 1846 in Winfarthing, Grafschaft Norfolk, England; † 18. Dezember 1929 in Ōtāhuhu, Region Auckland, Neuseeland) war eine neuseeländische Fotografin und Mitglied der Women’s Christian Temperance Union New Zealand (WTCU NZ).

## Frühes Leben
Harriet Sophia Day wurde am 10. Februar 1840 als erstes Kind der Eheleute Emily Page und Robert Day, in Winfarthing der Grafschaft Norfolk geboren. Ihr Vater war zu der Zeit als Diener, Trauzeuge und Stallknecht tätig. Als Harriet fünf Jahre alt war, lebte die Familie entsprechend des Zensus von 1851 in Brighton, der Grafschaft Sussex, wo ihr Vater als Maler, Dekorateur und Glaser arbeitete. Um das Jahr 1858 zog die Familie nach Hampreston, in der Grafschaft Dorset gelegen und 1862 etwas weiter südlich nach Bournemouth, wo ihr Vater sich als Fotograf betätigte und seinen Kindern die Kunst um das Fotografieren lehrte. Auch assistierten sie ihm in seinem Fotostudio.

## Heirat und Arbeit als Fotografin
Am 24. Dezember 1866 heiratete Harriet, nun 20 Jahre alt, in dem kleinen Dorf Holdenhurst den 25-jährigen Geschäftsmann Joseph Edward Cobb. Ihr erstes Kind wurde neun Monate nach der Hochzeit geboren und bis 1892 sollte noch 14 weitere Kinder folgen. Da auch ihr Mann Interesse an der Fotografie gewonnen hatte, richteten sie hinter seinem Geschäft in Christchurch ein Fotostudio ein, in dem Harriet anfing sich auf Porträtfotografie zu spezialisieren. 1868 zog sie mit ihrem Studio in ein neues Haus in der Stadt um.

## Neuseeland
Zwischen 1880 und 1881 erhielt Harriet einen Brief von ihrer Schwester aus Neuseeland mit einer Ermutigung über eine Auswanderung nach Neuseeland nachzudenken. Harriet und ihr Mann entschieden sich dann für die Reise, verkauften ihr Geschäft im August 1883 und traten am 29. August des Jahres von London aus auf der Lady Jocelyn die weite Reise nach Auckland an. Doch ein Sturm im Golf von Biskaya beschädigte das Schiff derart, dass es für Reparaturen zunächst nach Portsmouth zurückkehren musste. Nach zwei Wochen Reparaturarbeiten konnte die Reise dann am 18. September erneut starten. Am 31. Dezember 1883 erreichte dann die Familie den Hafen von Wellington, schiffte kurz danach auf der Kiwi ein und ging am 7. Januar 1884 in Napier von Bord.

### Arbeit als Fotografin
Nach einem halben Jahr eröffnete Harriet ihr eigenes Fotostudio im Stadtteil Ahuriri in der Nähe des Hafens und inserierte ab dem 1. August kontinuierlich in der örtlichen Zeitung und stellte ihrer Erfahrung in Porträt-Fotografie und ihre Fotoarbeiten auch speziell mit Kindern in den Vordergrund.
Im November stellte sie bereits eine Sammlung ihrer Fotoarbeiten in der Working Trades and Art Exhibition im damaligen Theatre Royal in Napier aus. Anfang 1885 zog die Familie nach Hastings, wo sie bis Anfang 1889 lebte. Dort eröffnete Harriet zusammen mit ihrem Mann ein weiteres Fotostudio eröffnete und jeweils drei Tage dort und drei Tage in Napier arbeitete.
Harriet stellte auch einige ihrer Fotografien auf der ersten Industrial Exhibition in Wellington aus, wo sie mit ihren Fotos das Interesse von dem Geologen und Gründer des Canterbury Museums in Christchurch, Julius von Haast an ihren Arbeiten weckte. Haast lud sie ein, ihre Arbeiten 1886 auf der Colonial and Indian Exhibition in London zu präsentieren. In einem Zeitungsbericht des gleichen Tages wurden unter den versendeten Arbeiten, drei mit den Titeln „Sympathy“, „Happy Thoughts“ und „The Gypsy Queen“ besonders hervorgehoben. Harriet war mit ihren Arbeiten eine von wenigen Fotografen, die auf der 164 Tage dauernden Ausstellung ihre Fotografien zeigen konnten. Im Ausstellungskatalog, wurde sie auf der Seite 273 entsprechend erwähnt.
Anfang Juni 1887 musste Harriets Mann für die beiden Fotostudios, die auf seinem Namen liefen, beim obersten Gericht Konkurs anmelden. Er hatte sich offensichtlich mit Bauvorhaben verkalkuliert. Harriet konnte ihr Fotogeschäft aber auf ihren Namen betreiben und machte weiter. Sie reiste für mehrere Fotosessions nach Dannevirke, Waipawa und Ongaonga und stellte ihre Arbeiten Anfang Dezember auf der Waipawa Industrial and Art Exhibition aus. Sie schuf sich ein kleines Studio und arbeitete nach der Ausstellung in Waipawa weiter.
Im April 1889 ging Harriet wieder zurück nach Napier und startete mit einem neuen Fotostudio für Porträtfotografie. Zu der New Zealand and South Seas Exhibition, die von November 1889 bis April 1990 in Dunedin stattfand, reichte sie ihre Arbeiten ein und wurde dafür mit einem Special First Class Award (Sonderpreis erster Klasse) ausgezeichnet. Während der Flut von 1893 in der Hawke’s Bay fotografierte Harriet das Geschehen. Ihre Fotos wurden am 23. Dezember 1893 in dem Magazin New Zealand Graphic and Ladies’ Journal veröffentlicht. Zwischenzeitlich hatte sie auch wieder das Fotostudio in Hastings eröffnet und arbeitete wieder wechselnd in Napier und Hastings.
Nach dem Tod ihres Mannes, der am 11. März 1911 verstarb, reiste Harriet verschiedentlich und intensivierte den Kontakt zu ihren Kindern. 1915 lebte sie eine Zeitlang bei einem ihrer Söhne in Palmerston North. Am 18. Dezember 1929 verstarb sie im Haus ihrer Tochter Elsie in Ōtāhuhu.

### Engagement in der Abstinenzbewegung
In den 1880er Jahren war Harriet in der Abstinenzbewegung engagiert und zählte zu den Unterstützern der „Band of Hope“, einer internationalen kirchlichen Wohltätigkeitsorganisation, die bei jungen Menschen für einen alkoholfreien Lebensstil warb. Auch war sie dabei musikalisch unterwegs und sang nicht nur auf kirchlichen Veranstaltungen. 1909 engagierte sich Harriet intensiv in der Women’s Christian Temperance Union New Zealand und in der Bildung zum Thema der Auswirkungen von Alkohol, besonders für Kinder und Jugendliche. Am 27. Februar 1914 nahm sie an der Versammlung der WTCU NZ in Wellington teil und hielt eine Rede zu den Delegirtinnen. 1917 wurde sie zur Evangelischen Superintendentin der WTCU NZ gewählt.